# Det ondas problem
Det ondas problem, Epikuros paradox eller Teodicéproblemet, avser frågan varför en allsmäktig, allvetande och allgod Gud tillåter det onda som finns i världen. Om man utgår från vad Gudsbegreppet bör innebära och frågar sig vilka egenskaper som krävs för att något skall vara ett värdigt objekt att dyrka kan ett naturligt svar vara att Gud måste vara något eller någon, som åtminstone är väldigt mäktig med vidsträckta kunskaper och som är moraliskt god. Den kristna guden brukar anses vara allsmäktig, allvetande och allgod.
Men om en sådan Gud existerar är det förvånande varför det onda existerar i världen. Många av de onda ting som finns i världen är sådana att de kan elimineras eller förhindras av någon med begränsad makt. Eftersom människor är medvetna om att detta onda finns så skulle en Gud som åtminstone har så stor kunskap som människor vara medveten om det onda i världen. Slutligen gäller att till och med en måttligt god människa med tillräcklig makt eliminera detta onda. Det onda i världen är inte begränsad till mänsklig ondska utan innefattar även det onda i naturen såsom naturkatastrofer, olyckor och sjukdomar.
Det ondas problem har ansetts utgöra ett bevis för att en allsmäktig, allvetande och allgod gud inte existerar.
Det ondas problem är bara applicerbart på monoteistiska religioner där det finns en enda gud som står bakom skapelsen och anses vara allsmäktig. Det ondas problem är också titeln på en bok från 1923 av Alf Ahlberg. Boken behandlar problemet ur ett etisk-metafysiskt perspektiv.

## Logiskt resonemang
Det ondas problem kan formuleras på ett mer formellt sätt med hjälp av ett logiskt resonemang:
1. Om Gud existerar så är Gud allsmäktig, allvetande och allgod.
2. Om Gud är allsmäktig så kan Gud eliminera all ondska.
3. Om Gud är allvetande så vet Gud att ondska existerar.
4. Om Gud är allgod så vill Gud eliminera all ondska.
5. Ondska existerar.
6. Alltså gäller inte någon av premisserna.

## Hur frågan hanterats i den allmänna debatten
Det ondas problem är en fråga som sysselsatt både troende och icke-troende. Bland annat dras slutsatsen att gud inte finns för att ondska finns. Från humanistiskt håll finns kritiken att världens ondska är oförenlig med en god och allsmäktig gud. Kritiken kan alltså formuleras som att ondska utesluter en gud eller som att ondskan är oförenlig med en allsmäktig och god gud.

### Motargument till Det ondas problem
Ett av motargumenten är att det endast går att diskutera problemet om det finns handlingar och skeenden som är objektivt goda respektive objektivt onda. Ett annat svar är att guds skapelse inte är färdig utan en pågående process som kommer att leda till godhet. Detta avhandlas i boken Om gud är god av James Jones. Det finns även de som menar att människan har fått sin fria vilja och att denna skulle inskränkas för mycket om människan bara kunde välja goda handlingar. Lidande kan också ses som meningsfullt då det i längden leder till något gott. Anderberg tar som exempel upp hur människan utvecklats genom att undvika det som orsakar lidande, den giftiga växten som gör människan sjuk lär oss att inte äta av den igen, barnet som lägger handen på spisplattan och bränner sig lär sig att inte göra det igen. Ytterligare ett svar som tas upp i Anderbergs bok är att vi människor inte förstår Guds syfte och inte ska ifrågasätta Gud.

## Fri vilja
Människans fria vilja innebär att det står människan fritt att välja det goda eller det onda. I princip innebär detta att man släpper premiss #4 i förra stycket. Men inget hinder existerar för en god Gud att skapa människan så att hon, även om hon teoretiskt skulle kunna välja det onda, i praktiken faktiskt alltid väljer det goda av fri vilja, så problematiken kvarstår.
Den fria viljan kan dock inte påverka det onda som naturkatastrofer och dylikt orsakar. Där kvarstår det ondas problem.

## Det ondas problem under antiken
Epikuros är allmänt känd som den första att ta upp detta problem, därför kallas problemet ofta för Epikuros paradox, eller Epikuros gåta, även om argumentet egentligen inte är en paradox eller en gåta. Därtill är det troligen också så att citatet felaktigt tillskrivits Epikuros.
| ”                                                                                    | Antingen så vill Gud utplåna ondska, men kan inte; eller så kan han, men vill inte. ... Om han vill, men inte kan, är han maktlös. Om han kan, men inte vill, är han ondskefull. ... Om, som de säger, Gud kan utplåna ondska, och Gud verkligen vill det, varför finns det ondska i världen? | „ |
| – Epikuros, enligt citering i 2000 Years of Disbelief, dock troligen felattribuerat. | |   |

Utifrån den så kallade Epikuros paradox, ansåg man alltså att det ondas existens är inkompatibel med existensen av allsmäktiga gudar som älskar människan. Epikuros själv drog slutsatsen att gudar existerar men att de varken straffar eller belönar människan.

## Det ondas problem inom kristendomen
Huvudartikel: Teodiceproblemet
Bibeln innehåller ingen allmänt accepterad förklaring till det ondas problem. En vanlig teologisk förklaring är emellertid att Gud av respekt för människans fria vilja inte kan tvinga henne att göra goda gärningar. Det talas inom kristendomen om en ond högre makt, djävulen, som frestar människor att göra onda handlingar. Kyrkliga ledare som Augustinus och Luther har talat om arvsynden; att människans oförmåga att göra goda gärningar är nedärvd sedan Adam och Evas syndafall, och att sjukdom, död och lidande kom in i världen efter den händelsen. Inom flera frikyrkor betonar man helgelseläran; att först när en människa blir troende, ångrar sin synd och har ett ödmjukt och öppet sinne, en vilja att låta Gud förändra sig, kan Gud påbörja en process så att hennes tankar och sinnelag förvandlas. På så sätt kan hon göra goda gärningar, inte till följd av egna prestationer utan som en gåva av nåd.

### Bibelns förklaring i Jobs bok
Jobs bok ger en djupare insikt i Bibelns syn på var människors lidande kommer ifrån. I boken drabbas Job av en lång rad olyckor som Guds motståndare (Djävulen) ligger bakom. Genom att plåga Job ska han försöka få honom att svika sin gudstro och därmed bevisa att människor endast lyder Gud så länge de får fördelar av att göra det. Gud tillåter det här provet, men när Job visar sig trogen ger han honom allt tillbaka som han har förlorat i dubbelt mått. Detta är dock ingen allmänt accepterad förklaring till det ondas problem, ens inom kristendomen.[källa behövs] Om Gud är allgod så är han också rättvis. Om han vore rättvis så skulle prövningarna inte vara olika hårda. Men det finns många som övergett sin tro till exempel för att deras förälder eller barn dött av en plågsam sjukdom trots tro och böner. Om Gud vore rättvis skulle inte vissa troende få sådana prövningar och andra inte.
Många anser att det finns skäl vi inte förstår, att Gud vet bättre och att vi bör avstå från att diskutera detta, att människorna bör tro på Gud och inte döma honom. Aposteln Paulus skriver "O, vilket djup av rikedom och vishet och kunskap hos Gud! Huru outgrundliga äro icke hans domar, och huru outrannsakliga hans vägar!" (Rom 11:33). Enligt Jobs bok säger Gud: "Vem är du som höljer min visa plan i mörker med ord utan förnuft?" (Job 38:4).

## Det ondas problem inom judendomen
I Gamla Testamentet finns det många exempel på att det är Gud själv som utför handlingar som för en person med moderna humanistiska och liberala värderingar uppfattas som onda. Exempelvis dränker han större delen av mänskligheten i Syndafloden, för att han hatar deras synd. I Domarboken (20 kap) uppmanar Gud elva av Israels stammar att begå folkmord mot den tolfte.

## Det ondas problem inom islam
Inom islam ses inte gud som endast god och allsmäktig. Utöver att vara god och allsmäktig, som är guds dominerande attribut, ses gud inom islam också som hämnare och domare. Människan skapades av gud för ett test och vill se hur människan reagerar under olika situationer. Omotiverad eller ren ondska förekommer inte eftersom detta är beroende av mänsklig subjektivitet. Livet på jorden kan aldrig vara felfritt eftersom paradiset endast kan nås av den som klarar testet i den världsliga existensen.